# Hazel Hunkins Hallinan
Hazel Hunkins Hallinan, född Hunkins 6 juni 1890 i Aspen, Colorado, död 17 maj 1982 i London, var en amerikansk-brittisk kvinnorättsaktivist.
Hunkins Hallinan anslöt sig till kvinnorörelsen 1916, då hon bildade en avdelning av, det av Alice Paul samma år grundade, National Woman's Party i Billings, Montana. Hon företog resor i hela USA för att delta i demonstrationer för kvinnlig rösträtt. År 1920 flyttade hon till London, där hon blev medlem i den av Margaret Haig Rhondda 1921 grundade Six Point Group och drev kampanjer för kvinnors rättigheter under återstoden av sitt liv.